# Scirtoidea
De Scirtoidea zijn een superfamilie van kevers uit de infraorde Elateriformia.

## Taxonomie
De superfamilie is als volgt onderverdeeld:
- Familie Decliniidae Nikitskiy, Lawrence, Kirejtshuk & Gratshev, 1994
- Familie Eucinetidae Lacordaire, 1857 (Buitelkevers)
- Familie Clambidae Fischer von Waldheim, 1821 (Oprolkogeltjes)
  - Onderfamilie Calyptomerinae Crowson, 1955
  - Onderfamilie Acalyptomerinae Crowson, 1979
  - Onderfamilie Clambinae Fischer von Waldheim, 1821
- Familie Scirtidae Fleming, 1821[1] (Moerasweekschilden)
  - Onderfamilie Scirtinae Fleming, 1821[1]
  - Onderfamilie Nipponocyphoninae Lawrence & Yoshitomi, 2007
  - Onderfamilie Stenocyphoninae Lawrence & Yoshitomi, 2007
- Familie Elodophthalmidae Kirejtshuk & Azar, 2008  †
- Familie Mesocinetidae Kirejtshuk & Ponomarenko, 2010  †